# Les amants magnifiques
Les amants magnifiques (Originalschreibweise: Les amans magnifiques; auch Le divertissement royal; deutsche Titel: Die großartigen Liebhaber oder Die Fürsten als Brautwerber) ist eine Ballettkomödie oder Ballettoper (Originalbezeichnung: „Divertissement, mêlé de comédie, de musique et d’entrées de ballet“) in fünf Akten mit sechs Intermedien von Molière (Text) und Jean-Baptiste Lully (Musik). Die Uraufführung fand am 4. oder 7. Februar 1670 im Schloss Saint-Germain-en-Laye statt.

## Handlung

### Vorwort
« Le ROI qui ne veut que des choses extraordinaires dans tout ce qu’il entreprend, s’est proposé de donner à sa Cour un Divertissement qui fût composé de tous ceux que le Théâtre peut fournir ; et pour embrasser cette vaste Idée, et enchaîner ensemble tant de choses diverses, SA MAJESTÉ a choisi pour sujet deux Princes Rivaux, qui dans le champêtre séjour de la Vallée de Tempé, où l’on doit célébrer la Fête des Jeux Pythiens, régalent à l’envi une jeune Princesse et sa Mère, de toutes les galanteries dont ils se peuvent aviser. »

„Der König (Ludwig XIV.), der in allen seinen Unternehmungen nur außergewöhnliche Dinge wünscht, schlug vor, seinem Hof eine Unterhaltung zu bieten, die aus sämtlichen Komponenten besteht, die das Theater bieten kann; und, um diese große Idee zu befördern und so viele unterschiedliche Dinge zu vereinen, wählte seine Majestät das Thema zweier rivalisierender Fürsten, die im offenen Land des Tals von Tempe, wo man das Fest der Pythischen Spiele feierte, eine junge Prinzessin und ihre Mutter mit allen erdenklichen Galanterien unterhalten.“

### Kurzfassung der Komödienhandlung
Erster Akt. General Sostrate gesteht dem Hofnarren Clitidas, dass er Prinzessin Eriphile, die Tochter der Fürstin Aristione liebt, sich aber aufgrund des Standesunterschieds keine Hoffnungen macht, zumal sie von den beiden Fürsten Iphicrate und Timoclès umworben wird. Clitidas will ihm dennoch beistehen. Er weiß, dass Eriphile keinen der beiden Verehrer schätzt. Aristione bittet Sostrate, ihre Tochter unauffällig nach ihren Vorlieben zu fragen. Die beiden Fürsten versuchen jeweils vergeblich, ihn für sich einzuspannen, und wenden sich dann an Clitidas, der nur zum Schein zustimmt.
Zweiter Akt. Clitidas informiert Eriphile vorsichtig über Sostrates Gefühle für sie. Als letzterer Aristiones Auftrag ausführen will und sich nach ihren Wünschen erkundigt, bittet sie ihn, die Entscheidung für sie zu treffen. Das bringt Sostrate in Verlegenheit.
Dritter Akt. Der Astrologe Anaxarque schlägt vor, den Himmel zu befragen, welchen Freier Eriphile erhören soll. Aristione und die Fürsten würden das Ergebnis akzeptieren, doch Eriphile und Sostrate glauben nicht an die Astrologie.
Vierter Akt. Anaxarque hat sich auf Iphicrates Seite geschlagen und eine Maschine konstruiert, die Aristione für die Göttin Venus halten soll. Diese verheißt Aristione großen Ruhm, falls Eriphile ihren Lebensretter eheliche. Zugleich hat Anaxarque Helfer beauftragt, Aristione zu entführen. Iphicrate soll sie dann befreien und dadurch die Hand Eriphiles erringen. Eriphile gesteht Sostrate ihre Liebe, sieht aber keine Möglichkeit, ihn zu heiraten.
Fünfter Akt. Anaxarques und Iphicrates Intrige ist fehlgeschlagen: Sostrate hat Aristione im Wald vor einem wilden Eber gerettet. Er kann Eriphile daher nun heiraten. Die beiden Fürsten fühlen sich von Anaxarque getäuscht, verletzen ihn und drohen auch Aristione mit Rache, die sich dadurch jedoch nicht beeindrucken lässt.
[Die Szenennummern der folgenden Inhaltsangabe beziehen sich auf die frühen Ausgaben des 17. Jahrhunderts. Die abweichenden Nummern einiger späterer Fassungen sind in eckigen Klammern angegeben.]

### Erstes Intermedium
Weites, von vier großen Felsen umgebenes Meer
Auf jedem der Felsen befinden sich Flussgötter, zu ihren Füßen an beiden Seiten zwölf Tritonen. In der Mitte des Meeres reiten vier Amoretten auf Delfinen. Hinter ihnen steigt auf einer kleinen Wolke der Windgott Eole empor. Er befiehlt den Winden, sich zurückzuziehen, worauf sich das Meer beruhigt. Eine Insel wird sichtbar. Acht Fischer entsteigen mit Perlen und Korallen dem Meer und tanzen. Alle feiern die Ankunft des Gottes Neptune mit seinem Gefolge von sechs Meeresgottheiten.

Paris 1882
Neptune, Paris 1882

### Erster Akt
Szene 1. Der Hofnarr Clitidas erkennt im Gespräch mit General Sostrate, dass dieser Eriphile, die Tochter der Fürstin Aristione, liebt. Sostrate leugnet das nicht, bittet Clitidas aber, es niemandem zu verraten – auch nicht Eriphile selbst. Sein niedriger Stand lässt ihm keine Hoffnung auf Gegenliebe, zumal bereits zwei hochgestellte Fürsten um sie werben. Clitidas, der Eriphiles Vertrauen genießt, weiß jedoch, dass sie kein Interesse an den beiden hat. Er bietet Sostrates an, in seinem Sinne mit ihr zu sprechen.
Szene 2. Aristione lobt Iphicrate für das prächtige Schauspiel, das er der Hofgesellschaft soeben geboten hat. Sie wundert sich darüber, dass Sostrate nicht unter den Zuschauern war. Auch Clitidas hat lediglich vom Flussufer aus zugesehen. Beide rechtfertigen sich mit Ausreden. Der Astrologe Anaxarque wirft Clitidas vor, nur ihn selbst zum Ziel seiner Spöttereien zu wählen und keine anderen Ideen zu haben. Es kommt zu einem kurzen Wortgefecht zwischen dem Astrologen und dem Hofnarren, bis Aristione das Thema wechselt und sich nach den Fortschritten der beiden Fürsten bei ihrer Werbung um ihre Tochter erkundigt. Timoclès gesteht, dass seine glühenden Liebesschwüre noch keinen Eindruck auf Eriphile gemacht haben. Iphicrate hingegen hat derartige Versuche längst aufgegeben und huldigt lieber Aristione, da ihre Tochter letztlich auf sie hören werde. Aristione will Eriphile jedoch die freie Entscheidung lassen. Da sie sich bis jetzt nicht über ihre Wünsche geäußert hat, trägt Aristione Sostrate auf, diese auf geschickte Weise herauszufinden.
Szene 3. Iphicrate und Timoclès versuchen vergeblich, Sostrate für ihre Interessen einzuspannen.
Szene 4 [4–5]. Iphicrate bittet Clitidas, sich bei seiner Herrin für ihn einzusetzen. Der stimmt zum Schein zu. Dies wiederholt sich anschließend mit Timoclès.
Szene 5 [6]. Cléonice überredet ihre Freundin Eriphile, sich eine von drei auf eine Anstellung hoffenden Tänzern dargestellte Pantomime anzuschauen.

Initiale, Paris 1882
Paris 1882
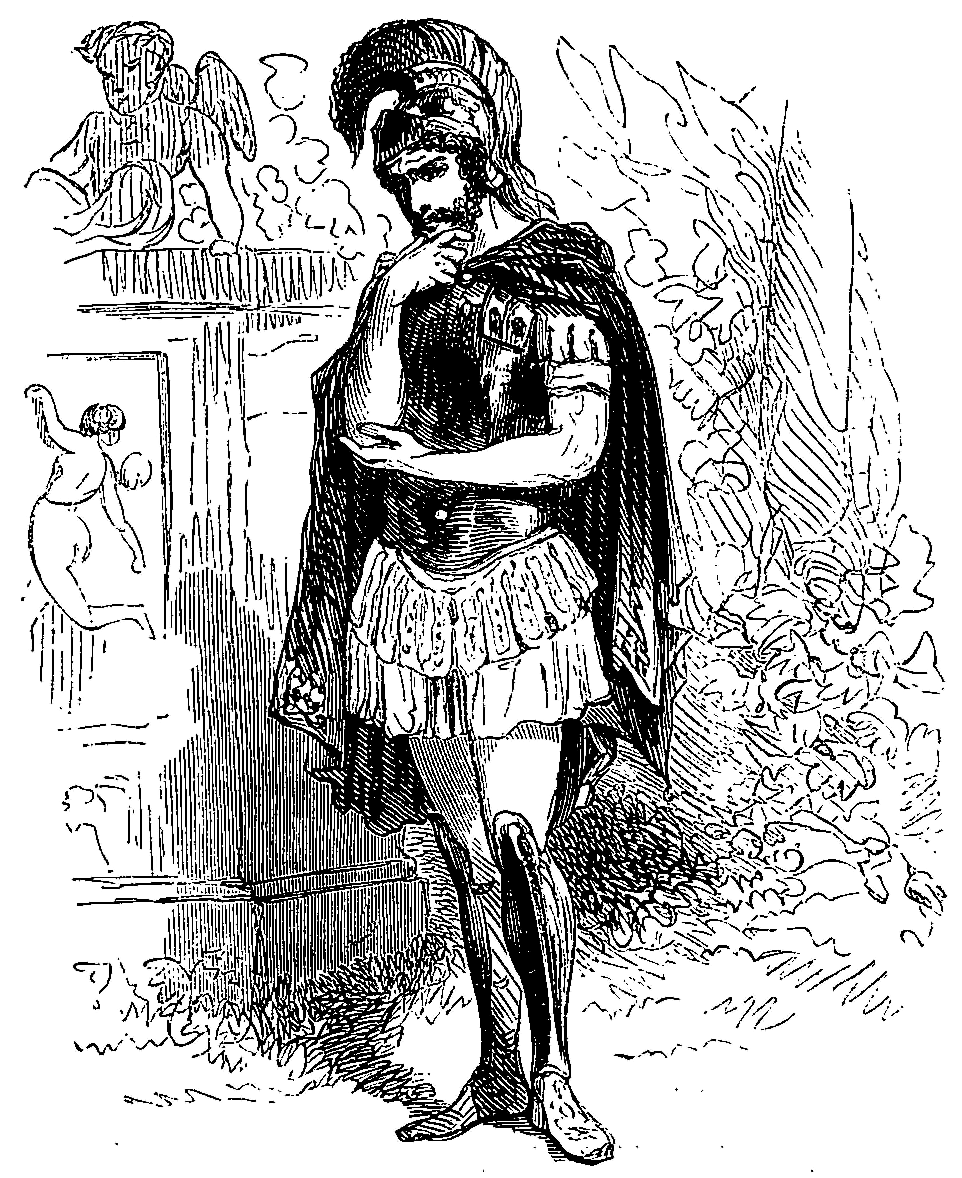
Sostrate, Paris 1851
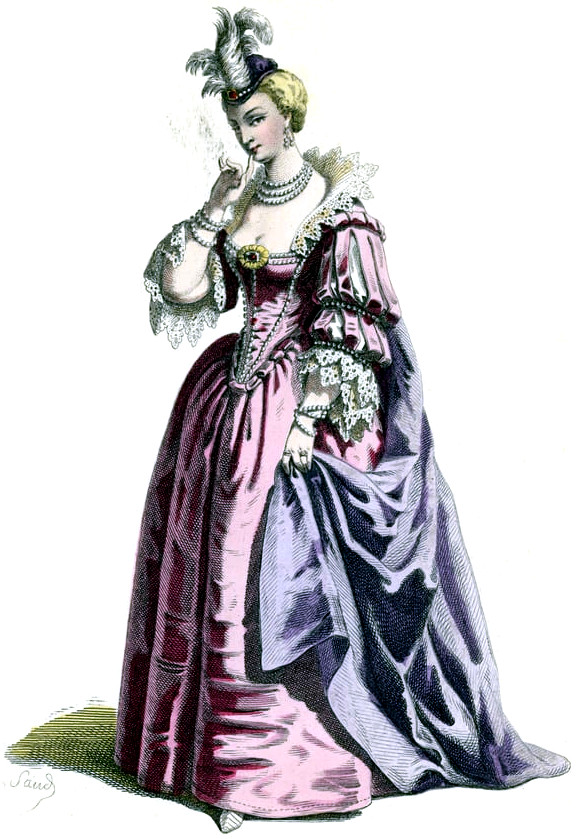
Eriphile, Paris 1868
Szene 5, Paris 1882

### Zweites Intermedium
Eriphile und Cléonice sehen sich das Ballett der Pantomimen an. Die Prinzessin nimmt die drei anschließend in ihre Dienste.

Paris 1882

### Zweiter Akt
Szene 1 [1–2]. Eriphile äußert sich Cléonice gegenüber bewundernd über die Tänzer. Anschließend schickt sie ihre Freundin fort, da sie alleine sein möchte. Clitidas trifft ein.
Szene 2 [3]. Clitidas berichtet Eriphile von seinem Gespräch mit Sostrate, den sie sehr bewundert. Er erzählt, dass Sostrate mit großer Begeisterung über sie gesprochen habe. Anschließend habe er gestanden, dass er sich verliebt habe. Als Eriphile darauf mit Schrecken reagiert, behauptet er, das Sostrates Neigung nicht ihr, sondern ihrer Hofdame Arsinoe gelte. Eriphiles Reaktion darauf verleiht Clitidas den Mut, mit der Wahrheit herauszurücken. Er versichert jedoch, dass Sostrate es niemals wagen würde, ihr selbst seine Gefühle zu offenbaren. Eriphile bittet ihn, das Geheimnis zu bewahren.
Szene 3 [4]. Sostrate erzählt Eriphile von seinem von Aristione erhaltenen Auftrag, sie zu fragen, welchen der beiden Fürsten sie vorzieht. Sie gibt ihm darauf keine Antwort, sondern bittet ihn, die Entscheidung für sie zu treffen.
Szene 4 [5]. Sostrate wird aus seiner Verlegenheit befreit, als der Höfling Chorèbe Eriphile im Auftrag ihrer Mutter bittet, sich zum Hain der Diana zu begeben.
Szene 5 [6]. Die gesamte Hofgesellschaft versammelt sich, um ein weiteres Schauspiel zu betrachten.

Initiale, Paris 1882
Paris 1882
Szene 3, Paris 1882

### Drittes Intermedium (Pastorale)
Prolog. Die Nymphe von Tempe lädt die Prinzessin zu einem Spaziergang im Wald ein. Dort feiere man kein großes höfisches Fest, sondern singe ausschließlich von der Liebe („Venez, grande Princesse, avec tous vos appas“).
Szene 1. Der Hirte Tircis beneidet die im Liebesglück singenden Nachtigallen („Vous chantez sous ces feuillages“).
Szene 2. Tircis beklagt seinen Freunden Lycaste und Ménandre gegenüber die Kälte der von ihm geliebten Schäferin Caliste. Die beiden versuchen, ihn zu trösten.
Szene 3. Als Caliste eintrifft, verstecken sich die drei, um sie zu beobachten. Caliste singt ein trauriges Lied darüber, dass die Freiheit der Liebe durch den Anstand eingeschränkt werde. Insgeheim erwidert sie Tircis Gefühle längst („Ah que sur nostre cœur“). Dann legt sie sich auf einer Wiese zum Schlafen nieder.
Szene 4. Tircis und seine Freunde kommen näher, um Caliste ein Schlaflied zu singen („Dormez, dormez, beaux yeux“). Als sie erwacht und Tircis bemerkt, reagiert sie zuerst abweisend. Seine Klagen und die Überredungskunst seiner Freunde bewegen sie dazu, seinen Wünschen schließlich nachzugeben.
Szene 5. Zwei Satyrn beklagen sich darüber, dass Caliste Tircis ihnen vorzieht. Sie suchen Trost im Wein.
1. Entrée de ballet. Depit Amoureux. Sechs Dryaden und sechs Faune tanzen, bevor sie den Schäfern Climène und Philinte für eine kleine Liebesszene Raum geben. Diese beiden hatten zwischenzeitlich andere Liebhaber und litten unter Eifersucht, finden jetzt aber wieder zusammen. Die Faune und Dryaden nehmen, begleitet vom Gesang der Schäfer und Schäferinnen, ihren Tanz wieder auf. Im Hintergrund der Szene zeigen sich drei kleine Dryaden und drei kleine Faune.
2. Entrée de Ballet. Hirten und Schäferinnen bejubeln die Liebe („Jouissons, jouissons des plaisirs innocents“).

Paris 1882
Faune, Paris 1882

### Dritter Akt
Szene 1. Noch immer steht Eriphiles Entscheidung aus. Sie erklärt, da Aristione Sostrate damit beauftragt habe, ihre Wünsche erforschen, solle er jetzt auch den Ausschlag geben. Aristione wäre damit einverstanden, doch Sostrate weigert sich mit der Begründung, ein „geheimes Interesse“ zu haben. Anaxarque schlägt vor, die Astrologie zu nutzen, um den Willen des Himmels zu erfahren. Während die beiden Freier sich einem solchen Urteil unterwerfen würden, äußert Eriphile Zweifel an einem solchen Vorgehen. Auch Sostrate hat Bedenken, da sein Verstand der Astrologie keine Glauben schenken kann. Aristione dagegen hält diese Wissenschaft für zuverlässig. Da man sich nicht einig wird, unterbricht sie das Gespräch und lädt zu einem weiteren Schauspiel ein.

Initiale, Paris 1882
Paris 1882
Paris 1882

### Viertes Intermedium
Entrée de ballet. De huis statues. Das Theater stellt eine Höhle dar. Als die Prinzessin und ihre Mutter eintreten, führen acht Statuen, die in jeder Hand eine Fackel tragen, eine Abfolge verschiedener Tänze auf.

Paris 1882

### Vierter Akt
Szene 1. Aristione drängt Eriphile, ihr ehrlich zu sagen, ob sie vielleicht eine andere Neigung habe. Sie möchte sie auf keinen Fall in eine unerwünschte Ehe drängen, sondern würde auch einen weniger hochgestellten Bräutigam akzeptieren, falls sich dieser ausreichend Verdienst errungen habe. Eriphile bittet jedoch lediglich um mehr Zeit.
Szene 2 [2–3]. Die Göttin Venus steigt mit vier Amoretten vom Himmel herab und verheißt Aristione ewigen Ruhm, falls ihre Tochter denjenigen heirate, der ihr (Aristione) das Leben retten werde. Aristione will sich diesem Votum fügen.
Szene 3 [4]. Aus einem Gespräch Anaxarques mit seinem Sohn Cléon geht hervor, dass die vermeintliche Göttin Venus eine von ihm konstruierte Maschine ist, mit deren Hilfe er die Entscheidung herbeiführen will. Er hat Helfer eingestellt, die Aristione zum Schein entführen sollen, um Iphicrate Gelegenheit zu geben, sie zu „retten“.
Szene 4 [5–7]. Eriphile ist verzweifelt. Um dem unerwünschten Schicksal zu entgehen, drängt sie Sostrate, ihr seine Liebe zu gestehen. Sie versichert ihm, dass sie sich längst für ihn entschieden hätte, wenn die Rangunterschiede dem nicht entgegenstünden. Sie hätte zwar wohl ihre Mutter überzeugen können, fürchte aber, mit einer solchen Ehe öffentliche Ärgernisse zu erregen. Wenn sie sich jetzt dem Beschluss des Himmels beuge, geschehe das nur widerwillig. Sostrate war bereits auf eine solche Mitteilung gefasst. Er bittet nur darum, bis zur Eheschließung an ihrer Seite bleiben zu dürfen.
Szene 5 [8]. Cléonice, der Eriphiles Kummer bemerkt hat, schlägt vor, zur Ablenkung noch einmal die Tänzer auftreten zu lassen.

Initiale, Paris 1882
Paris 1882
Szene 1, Paris 1894
Szene 7, Paris 1851
Szene 7, Paris 1882
Szene 8, Paris 1851

### Fünftes Intermedium
Entrée de ballet de quatre Pantomimes. Vier Pantomimen bringen mit ihren Gesten und Schritten die Schwermut der jungen Prinzessin zum Ausdruck.

Paris 1882

### Fünfter Akt
Szene 1. Clitidas vertreibt Eriphiles Schwermut mit der Nachricht, dass der Himmel ihr Sostrate zum Gatten bestimmt habe. Dieser habe ihre Mutter im Wald vor einem wilden Eber gerettet.
Szene 2. Aristione und Sostrate kommen hinzu, und Aristione fragt Eriphile, ob sie den Willen der Götter akzeptiere, Sostrate zu heiraten. Eriphile ist selbstverständlich einverstanden.
Szene 3. Cléonice berichtet, dass die beiden Fürsten Anaxarques tätlich angegriffen hätten, da er ihnen beiden falsche Hoffnungen gemacht habe. Man könne die Schwere seiner Wunden noch nicht abschätzen.
Szene 4. Iphicrate und Timoclès sind ungehalten über die Entscheidung, Eriphile einem nicht gleichrangigen Mann zur Frau zu geben. Aristione weist auf Sostrates Verdienste hin, die ganz Griechenland anerkenne. Sie ignoriert die Drohungen der beiden Freier und beschließt den „wundervollen Tag“ mit einem letzten prachtvollen Schauspiel.

Initiale, Paris 1882
Paris 1882
Szene 2, Paris 1851
Szene 3, Paris 1882

### Sechstes Intermedium (Feier der Pythischen Spiele)
Das Theater ist ein großer Raum im Stil eines Amphitheaters, der sich hinten in einer großen Arkade öffnet, über der sich eine mit einem Vorhang verschlossene Galerie befindet. In der Ferne ist ein Opferaltar zu sehen. Sechs fast nackte Opferpriester, die jeweils eine Axt auf der Schulter tragen, treten zum Klang von Violinen durch den Portikus ein. Ihnen folgen zwei Musikpriester und eine Musikpriesterin mit ihrem Gefolge. Die Priesterin und zwei Griechen fordern das Volk auf, zu Ehren des Gottes in den Gesang einzustimmen („Chantez, peuples, chantez“).
Entrée 1. Die sechs Axtträger zeigen ihre Kräfte im Tanz. Dann ziehen sie sich zu den Seiten der Bühne zurück, um Platz für sechs Akrobaten („Voltigeure“) zu machen.
Entrée 2. Die Akrobaten zeigen ihre Künste auf hölzernen Pferden, die von Sklaven getragen werden.
Entrée 3. Vier Sklavenführer führen zwölf Sklaven herein, die im Tanz die Freude über ihre wiedergewonnene Freiheit ausdrücken.
Entrée 4. Vier Frauen und vier Männer in griechischen Rüstungen zeigen eine Art Waffenspiel.
Die Galerie öffnet sich, und ein Herold, sechs Trompeter und ein Paukenspieler gesellen sich zu den anderen Musikern, um die Ankunft Apollons zu verkünden („Ouvrons tous nos yeux“). Dieser tritt zum Klang von Trompeten und Violinen durch den Portikus ein. Ihm voran tanzen sechs junge Leute, die einen mit Lorbeer umwundenen Stab und eine goldene Sonne tragen. Sie übergeben den Stab den Axtträgern und beginnen mit Apollon einen heroischen Tanz, an dem auch die anderen teilnehmen.
Entrée 5. Die Pythischen Spiele enden mit einer Huldigung an Apollon, der den Sonnenkönig Ludwig XIV. repräsentiert („Je suis la source des clartés“).

Paris 1882
Apollon, Paris 1851

## Gestaltung
Les amants magnifiques ist ein Schlüsselwerk im Schaffen Jean-Baptiste Lullys und in der Geschichte der Oper. Als Lullys letztes großes höfisches Ballett steht es an der Schnittstelle zwischen dieser Gattung und der Tragédie lyrique. Außer der Komödie und dem Ballett enthält es Pantomimen, eine Pastorale und ein königliches Fest. Diese Besonderheit („eine Unterhaltung aus allen Bestandteilen, die das Theater bereitstellen kann“) und das Sujet gehen auf König Ludwig XIV. persönlich zurück, wie Molière im Vorwort hervorhob.:368 Wenig später entwickelte sich aus dieser Mischung die typische französische Oper als Gegenpol zur italienischen Oper.:369
Die Abfolge der Intermedien ist sorgfältig geplant und symmetrisch angelegt. Im Zentrum steht die Pastorale, die im Grunde eine eigenständige kleine Oper bildet. Am Anfang und Ende gibt es mit dem Prolog bzw. dem Fest der Pythischen Spiele jeweils einen mehrsätzigen Abschnitt aus einer einführenden Arie (Eole bzw. Priesterin), Chorsätzen und Tänzen und einem abschließenden Auftritt des Königs (Neptune bzw. Apollon). Die drei andere Intermedien sind lediglich kurze Ballette oder Pantomimen.:372 Die Pastorale ihrerseits besteht aus einer Rahmenhandlung, in der die Nymphe von Tempe der Prinzessin eine weitere Miniaturgeschichte zeigt. Die gesamte Abfolge sieht also folgendermaßen aus::372,375
- I. Prolog
  - Eole
  - Vokalensembles
  - Ballett-Entrées
  - Neptune (der König)
- II. Ballett (Pantomime)
- III. Pastorale
  - Prolog
  - Ballett
    - Innere Pastorale

  - Ballett
  - Finale
- IV. Ballett der Statuen – V. Pantomime
- VI. Finale
  - Priesterin
  - Ballett-Entrées
  - Chor
  - Apollon (der König)

Die drei Hirten und die Schäferin der inneren Pastorale spiegeln die Komödienhandlung mit den drei Verehrern der Prinzessin. Ihr wird indirekt offenbart, dass nur einer von ihnen ernsthafte Absichten hat, während die anderen lediglich ihren Thron begehren.:376
Die Orchesterbesetzung der Intermedien besteht aus einer Flöte, einer Oboe, einem Fagott, einer Trompete, Pauken und Streichern.
Das Schlummerterzett im dritten Intermedium zeichnet sich durch großen Reichtum an musikalischen Ideen aus. Ein sanftes Ritornell mit Flöten leitet zum eigentlichen Terzett „Dormez, dormez, beaux yeux“ über, das in langen Noten im 3/2-Takt notiert ist. Es ist die erste Schlafszene im Schaffen Lullys. In seinen späteren Opern folgten noch mehrere weitere. Vorbilder gab es in Werken von Luigi Rossi oder Francesco Cavalli.

## Werkgeschichte
Die Ballettkomödie Les amants magnifiques von Molière und Jean-Baptiste Lully entstand 1670 für den französischen Hof. In den dort zur Karnevalssaison aufgeführten Balletten trat bis zu diesem Jahr König Ludwig XIV. persönlich auf. In diesem Werk übernahm er dem gedruckten Libretto zufolge die Auftritte der Götter Neptune im ersten Intermedium und Apollon im sechsten Intermedium. Eine Äußerung der Gegner von Kaiser Nero in Jean Racines Tragödie Britannicus von 1669, es schade der Würde eines Kaisers, in Theaterstücken vor dem Volk aufzutreten, soll Ludwig XIV. Nicolas Boileau zufolge auf sich selbst bezogen und daher auf weitere Auftritte verzichtet haben. Vielleicht überließ er seine Partien deshalb spätestens bei der zweiten Aufführung am 14. Januar dem Marquis de Villeroy und dem Comte d’Armagnac. Einigen Quellen zufolge geschah dies bereits bei der Premiere. Briefe des Florentiners Paolo dell’Ara vom 7. Februar und des venezianischen Botschafters Giovanni Morosini vom 12. Februar 1670 berichten, dass der König durch seine Abwesenheit auffiel.:156 Diese Entscheidung muss für das Publikum überraschend gekommen sein, da der König so intensiv an seinen Partien geprobt hatte, dass er darüber krank wurde, wie ärztliche Berichte bestätigen. Der Lully-Biograph Philippe Beaussant vermutete, dass Ludwig mit einem besonders spektakulären Auftritt Abschied von der Bühne nehmen wollte, da die fortschreitende Technik der Choreografie seine Fähigkeiten als semiprofessioneller Tänzer zunehmend an die Grenzen brachte. Für diese These könnte auch die bereits erwähnte Anweisung sprechen, sämtliche Theaterformen in diesem Werk zu vereinen. Die Ära des höfischen Balletts, die ein Jahrhundert zuvor unter Franz I. begonnen hatte, war jedenfalls vorbei:377–380 und machte Platz für die Lully’sche Oper.:383
Eine andere Besonderheit dieses Werks liegt darin, dass nicht wie bei den vorangegangenen Werken Isaac de Benserade die Texte der Ballette beisteuerte, sondern Molière alleine den gesamten Text schrieb. Benserade hatte die Gnade des Königs verloren. Niemals sonst kam Molière der Rolle eines Librettisten so nahe wie in diesem Werk.:367
Die Uraufführung fand am 4. oder 7.:367 Februar 1670 im Schloss Saint-Germain-en-Laye statt. Molière selbst übernahm die Partie des Clitidas. Die spektakulären Bühnenbilder stammten von Carlo Vigarani.:479 Die Produktion war ein großer Erfolg. Dennoch folgten, anders als bei den vorangegangenen Ballettkomödien, keine öffentlichen Aufführungen im Pariser Palais Royal in Paris. Erst 1688 spielte das Ensemble des Théâtre Guénégaud das Werk in der Hauptstadt.
Das schlichte Lied „Vous chantez sous ces feuillages“ des Hirten Tircis im dritten Intermedium war bei den Zeitgenossen besonders beliebt. Lully nutzte es 1672 auch in Les fêtes de l’Amour et de Bacchus. Noch 1753 wurde es in eine Vaudeville-Sammlung aufgenommen.:489 Die Handlung von Georg Philipp Telemanns Pastorelle en musique ist von der Rahmenhandlung und dem dritten Intermedium der Ballettkomödie inspiriert.
Nachweisbare Produktionen in neuerer Zeit waren:
- 1954: Comédie-Française, Paris.[1]
- 1989: Théâtre Athénée, Paris – Inszenierung: Jean-Luc Paliès, Gesangsleitung: Iakovos Pappas, Choreografie: Christine Bayle, Bühne: Jean Haas.[6]
- 2017: Opéra de Rennes – erste vollständige Aufführung seit der Uraufführung; Les Malins Plaisirs (Schauspiel), Le Concert Spirituel (Musik), La Compagnie de Danse L’Eventail (Ballett); Inszenierung: Vincent Tavernier, Choreografie: Marie-Geneviève Massé, Dirigent: Hervé Niquet.[7]
- 2023: Gstaad New Year Music Festival in der Église de Rougemont – Dirigent: Iakovos Pappas, Choreografie: Hubert Hazebroucq.[8]

## Aufnahmen
- Februar 1987 – Marc Minkowski (Dirigent), Les Musiciens du Louvre.
 Isabelle Poulenard (Caliste), Gilles Ragon (Lycaste), Michel Laplénie (Ménandre), Agnès Mellon (Nymphe), Michel Verschaeve (Tirsis).
 Studioaufnahme, Ausschnitte.
 Erato CD: ECD 75361 (1 CD): Lully-Molière: Comédies-Ballets.[9][10]
- 28. Januar 2017 – Hervé Niquet (Dirigent), Vincent Tavernier (Inszenierung), Marie-Geneviève Massé (Choreografie), Claire Niquet (Ausstattung), Erick Plaza-Cochet (Kostüme), Carlos Perez (Licht), Les Malins Plaisirs, Le Concert Spirituel, La Compagnie de Danse L’Eventail.
 Laurent Prévôt (Sostrate), Pierre-Guy Cluzeau (Clitidas), Maxime Costa (Iphicrate), Mélanie Le Moine (La Princesse Aristione), Benoît Dallongeville (Timoclès), Quentin-Maya Boyé (Anaxarque), Olivier Berhault (Cléon), Claire Barrabès (Cléonice), Marie Loisel (La Princesse Eriphile).
 Video; live aus der Opéra de Rennes; vollständig.
 Videostream bei YouTube.[7]

## Digitalisate
- Text der Intermedien (französisch). Robert Ballard, Paris 1670. Digitalisat bei Gallica.
- Textbuch (französisch). Jacques le Jeune, Amsterdam 1684. Digitalisat bei Gallica.
- Textbuch (französisch). Guillaume le Jeune, Amsterdam 1689 (a). Digitalisat bei Gallica.
- Textbuch (französisch). Guillaume le Jeune, Amsterdam 1689 (b). Digitalisat der Bibliothèque numérique de Lyon.
- Partiturmanuskript. 1690–1710. Digitalisat bei Gallica.
- Auguste Cornelius (Übersetzer): Die Fürsten als Brautwerber. In: Molière’s sämtliche Werke, Band 2. Philipp Reclam jun., Leipzig 1871. Digitalisat bei Google Books.